# Shannon Purser
Shannon Purser (Atlanta, 27 de junio de 1997) es una actriz estadounidense. Interpretó a Barbara Holland en la serie de Netflix Stranger Things, a Ethel Muggs en la serie de The CW Riverdale, a June Acosta en la película de terror de 2017 Wish Upon y a Sierra Burgess en la película de Netflix Sierra Burgess Is a Loser.

## Carrera
Hizo su debut en la actuación en la serie original de Netflix Stranger Things, donde interpretó al personaje Barbara Holland, una chica inteligente y franca, que es la mejor amiga de Nancy Wheeler (Natalia Dyer). A pesar de que solo era un personaje menor, varios medios llamaron a Barb uno de sus personajes favoritos. Este papel le valió a Purser reconocimiento internacional. y le valió una nominación al Primetime Emmy Award por Destacada actriz invitada en una serie dramática.
El 30 de agosto de 2016, se anunció que interpretaría a Ethel Muggs en la serie de drama adolescente de The CW Riverdale. El 7 de septiembre de 2016, se anunció que Purser tendría un papel de apoyo en la película de comedia de 2018 Life of the Party. En enero de 2017, se informó de que había conseguido un papel principal en la película de 2018 Sierra Burgess Is a Loser.

## Vida personal
Purser actualmente asiste a la Universidad Estatal de Kennesaw. Anteriormente trabajó en un cine de su ciudad natal, pero renunció para centrarse en la actuación. El 18 de abril de 2017, Purser declaró ser bisexual a través de la red social Twitter.

## Filmografía
| Cine                 | Cine                      | Cine                   | Cine                  |  |
| Año                  | Título                    | Rol                    | Notas                 |  |
| -------------------- | ------------------------- | ---------------------- | --------------------- |  |
| 2017                 | Wish Upon                 | June Acosta            |                       |  |
| 2018                 | Life of the Party         | Connie                 |                       |  |
| 2018                 | Sierra Burgess Is a Loser | Sierra Burgess         |                       |  |
| Televisión           |                           |                        |                       |  |
| Año                  | Título                    | Rol                    | Notas                 |  |
| 2016–17              | Stranger Things           | Barbara «Barb» Holland | 7 episodios           |  |
| 2017–2020, 2022-2023 | Riverdale                 | Ethel Muggs            | 21 episodios          |  |
| 2018                 | Rise                      | Annabelle Bowman       | 10 episodios          |  |
| 2018-2019            | Final Space               | Shannon Thunder        | 4 episodios           |  |
| 2020                 | Room 104                  | Megan                  | 1 episodio            |  |
| 2020                 | Equal                     | Del Martin             | Docuserie, 1 episodio |  |

## Premios y nominaciones
| Año  | Nominación      | Premiación            | Categoría                                        | Resultado | Ref.   |
| ---- | --------------- | --------------------- | ------------------------------------------------ | --------- | ------ |
| 2017 | Stranger Things | Primetime Emmy Awards | Destacada actriz invitada en una serie dramática | Nom       | [ 13 ] |